# Fort de Dave
Fort de Dave – mały, trójkątny fort pancerny, projektu gen. Brialmonta, będący częścią pierścienia fortów twierdzy Namur (fr. Region Fortifiee de Namur). 
Fort położony na wzgórzu o wys. 190 m n.p.m., na prawym brzegu Mozy (1 km od rzeki), 5,7 km od Namur, wraz z oddalonym o 4,25 km fortem de Saint-Héribert bronił południowego biegu Mozeli i dróg prowadzących na płaskowyż u zbiegu Mozeli i Sambry, a z odległym 4,1 km fortem d’Andoy chronił drogę do Dinant, i linie kolejowe do Arlon, Dinant i Luksemburga.
Trójkątny w kształcie fort o prostej linii koszar szyjowych; fosa, broniona przez zdwojoną kaponierę rewersową (czyli umieszczoną w przewskarpie) umieszczoną przy zbiegu fos, po przeciwnej stronie fortu niż brama główna; ta kaponiera uzbrojona była w dwie pary armat kal. 57 mm. 4 takie działa w kaponierze rewersowej na skrzydle broniły fosy szyjowej, a ostatnie umieszczone było w blokhauzie przy bramie. Do obrony bliskiej służyły ponadto 3 armaty tego samego kalibru, umieszczone w obrotowych, wysuwanych wieżach pancernych na masywnym bloku centralnego schronu; na bloku zamontowany był też silny reflektor w wysuwanej, pancernej kopule.
Na dachu schronu centralnego znajdowały się także 4 kopuły dział obrony dalekiej: w przedniej części znajdowała się kopuła haubicy 210 mm, do ognia pośredniego; na skrzydłach dwie wieże z pojedynczą armatą 120 mm, a części centralnej jedna wieża z parą armat 150 mm, do prowadzenia ognia bezpośredniego. Działa 150 mm M.1886 produkcji Kruppa, o długości lufy 3,8m i kącie podniesienia luf od -2° do +25°, miały zasięg 8,5 km. Wieża o średnicy 4,8m miała masę 224 ton i 25-osobową załogę (wraz z żołnierzami dostarczającymi amunicję z magazynów itp.). Wieża dział 120 mm miała taką samą średnicę i załogę, ale była lżejsza (188 ton). Armaty M. 1889, o długości lufy 3 i kącie podniesienia od -3° do +25°, strzelały na 8 km. Haubica 210 mm M.1889 Kruppa, o lufie 2,5 m i kącie podniesienia od -5° do +35° (zasięg ognia pośredniego 6,9 km), umieszczona była w mniejszej (3,6 m) i lżejszej (100 ton) wieży o 13-osobowej załodze. Lekkie działa 57 mm M.1889 Nordenfeldta miały lufy 1,5 m, kąt podniesienia od -8° do +10°, zasięg 300 m, a ich kopuły o średnicy 2,1 m i wadze 34 ton obsługiwało 6 ludzi. 
Artyleria fortu była zgrupowana w 3. baterię artylerii fortecznej. 

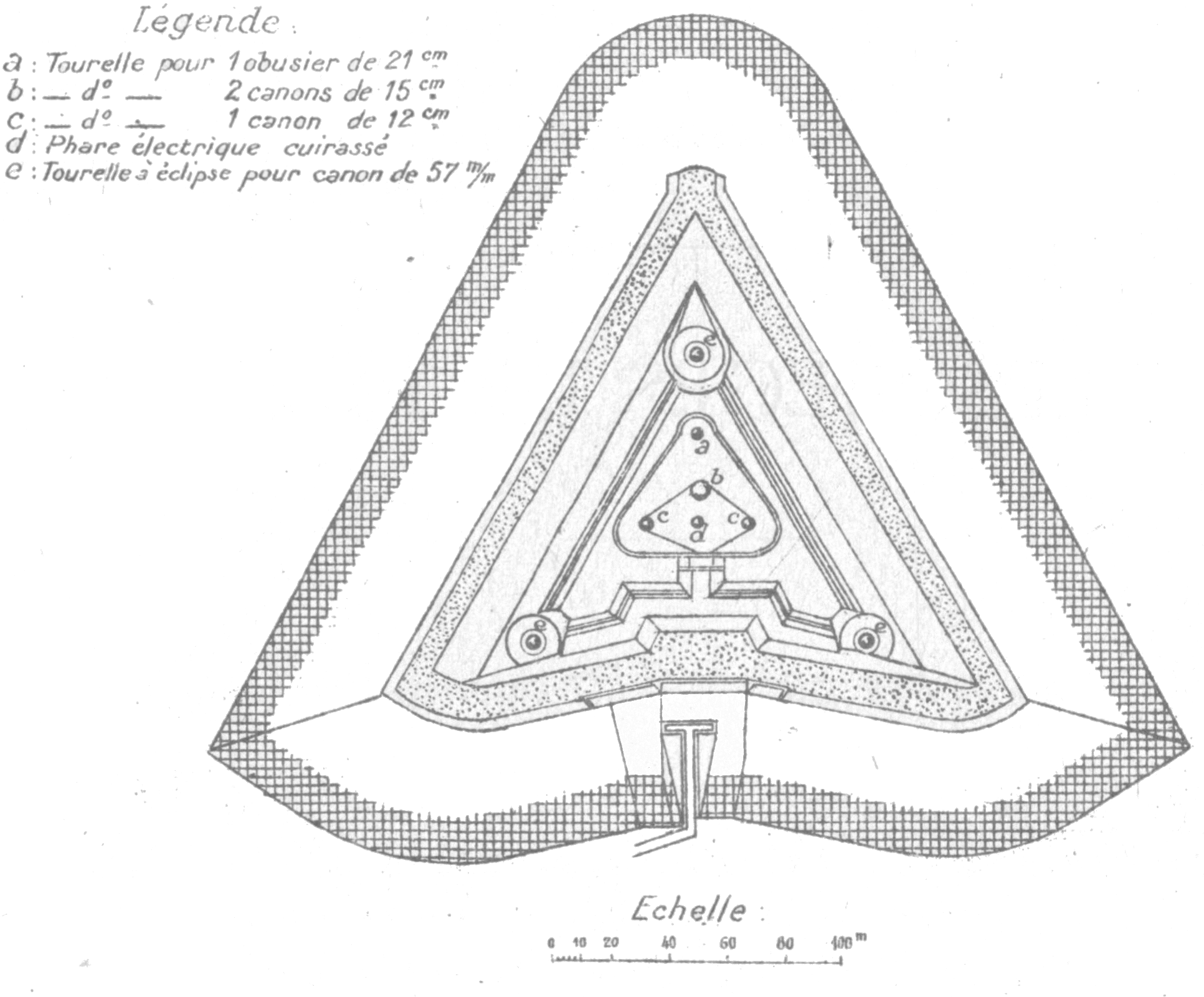
Mały, pancerny fort d’Évegnée z Liège, praktycznie identyczny z fortem de Marchovelette.
Legenda:
a) wieża haubicy 210 mm
b) wieża dwóch dział 150 mm
c) wieża działa 120 mm
d) wysuwany, opancerzony reflektor
e) wysuwane kopuły dział 57 mm

Podczas niemieckiego ataku na miasto na początku I w. św., fort nie był atakowany aż do 23 sierpnia 1914, gdy na skutek natarcia niemieckiego obrońcy cofnęli się, pozostawiając fort de Dave i sąsiadujący d’Andoy do ochrony tyłów. Niemiecka nawała ogniowa zmusiła dowódcę mocno zniszczonego fortu d’Andoy do kapitulacji 24 sierpnia, podczas gdy fort de Dave był wciąż nienaruszony. Ogień został wówczas przeniesiony i w dniach 24-25 sierpnia moździerze kal. 210 wystrzeliły na fort de Dave 740 pocisków. O godz. 15 25 sierpnia dowodzący fortem kpt. Manteaux uznał sytuację za beznadziejną i się poddał.
W okresie międzywojennym fort został zmodernizowany, wyremontowano uszkodzone lub zniszczone kopuły, wymieniono działa 57 mm na 75 mm, w kaponierach zainstalowano karabiny maszynowe.